# خلفية حرب الاستقلال اليونانية
شهد سقوط القسطنطينية عام 1435، وما تلاه من سقوط الدول التي خلفت الإمبراطورية الرومانية الشرقية، نهايةَ السيادة البيزنطية. حكمت الإمبراطورية العثمانية منذ ذلك الحين دول البلقان والأناضول مع وجود بعض الاستثناءات، إذ كانت الجزر الأيونية تحت حكم البندقية، فيما كانت سيطرة العثمانيين على المناطق الجبلية مثل مدينة أغرافا، وسفاكيا، وسولي، وهيمارا، وشبه جزيرة ماني موضعَ تساؤل. مُنح المسيحيون الأرثوذكس بعض الحقوق السياسية في ظل الحكم العثماني، إلا أنهم كانوا يُعتبرون رعايا من الدرجة الثانية. أطلق الأتراك على غالبية اليونانيين لقب «راياس» وهو اسم يشير إلى جماعة كبيرة من الرعايا في الطبقة العثمانية الحاكمة. خلال هذه الفترة، بدأ المثقفون والإنسانيون اليونانيون الذين هاجروا إلى الغرب قبل أو أثناء الغزوات العثمانية بتأليف الخطابات والرسائل التي تدعو إلى تحرير وطنهم. دعا ديميتريوس تشالكونديليس، في عام 1463، البندقية و «جميع اللاتينيين» لمساعدة الإغريق في مواجهة العثمانيين، ووضع خطابات تدعو إلى تحرير اليونان ممن أسماهم «الأتراك المقيتين الوحشيين الآثمين البربريين». في القرن السابع عشر، قضى العالم اليوناني، ليونادروس فيلاراس، معظم حياته المهنية في إقناع المثقفين الأوروبيين الغربيين بدعم استقلال اليونان. ومع ذلك، ظلت اليونان تحت الحكم العثماني لعدة قرون أخرى. تراجعت قوة الإمبراطورية العثمانية في القرنين الثامن عشر والتاسع عشر، مع نمو القومية الثورية في جميع أنحاء أوروبا -بما في ذلك دول البلقان (ويرجع ذلك إلى حد كبير إلى تأثير الثورة الفرنسية)- وبدأت القومية اليونانية تظهر بشكل أكبر، مع بدء القضية اليونانية في جذب الدعم، ليس فقط من قبل التجار اليونانيين المنتشرين بشكل كبير في كلٍ من أوروبا الغربية وروسيا، ولكن أيضًا من قبل الحركات الفلهيلينية في أوروبا الغربية. لم تكن هذه الحركة اليونانية الهادفة إلى الاستقلال أولى الحركات ذات الطابع الوطني في أوروبا الشرقية فحسب، بل كانت أيضًا الحركة الأولى في بيئة غير مسيحية، كبيئة الإمبراطورية العثمانية.

## اليونانيون تحت الحكم العثماني
لم تكن الثورة اليونانية حدثًا منعزلًا، وقعت العديد من محاولات الاستقلال الفاشلة على امتداد سنوات العصر العثماني. في عام 1603، ظهرت في موريا محاولة لاستعادة الإمبراطورية البيزنطية، فيما أظهر العثمانيون خلال القرن السابع عشر مقاومة كبيرة في شبه جزيرة البيلوبونيز وفي أماكن أخرى، كما اتضح من الثورات التي قادها الفيلسوف ديونيسيوس في عامي 1600 و 1611 في منطقة إبيروس. توقف الحكم العثماني لمنطقة موريا بسبب حرب موريان، إذ خضعت الجزيرة بعدها لحكم البندقية لمدة ثلاثين عامًا. بقيت المقاطعة في حالة من الاضطراب من ثمانينيات القرن السادس عشر وخلال القرن السابع عشر، إذ تضاعفت في المنطقة أعداد عصابات الكلفتيون. كانت ثورة أورولف التي رعتها روسيا في سبعينيات القرن السابع عشر، والتي تمكن العثمانيون من سحقها بعد نجاحها المحدود، أول انتفاضة كبرى. دمر الألبان المسلمون، بعد سحق الانتفاضة، العديد من المناطق في البر الرئيسي لليونان. قاوم المانيوتس الحكم التركي، وتمتعوا باستقلال ظاهري، وتمكنوا من صد عدة غارات تركية على مناطقهم، كان أشهرها غزو عام 1770. مولت الجالية اليونانية في مدينة إستاجانكو الإيطالية، خلال الحرب الروسية التركية، أسطولًا صغيرًا بقيادة لامبروس كاتسونيس، تمكن من إلحاق الضرر الضرر بالبحرية التركية. عادت ميليشيا أرماتولوي وعصابات الكلفتيون للظهور مرة أخرى خلال هذه الحرب.
في الوقت نفسه، تمتع بعض اليونانيون بمكانة مميزة داخل الدولة العثمانية كموظفي ديوان. سيطر الإغريق على شؤون الكنيسة الأرثوذكسية من خلال بطريركية القسطنطينية المسكونية، إذ كان معظم رجال الدين في الكنيسة الأرثوذكسية من أصول يونانية. تمتع التسلسل الهرمي للبطريركية اليونانية، نتيجة لفرض نظام الملل العثماني، بالسيطرة على الموضوعات الإمبراطورية الأرثوذكسية (الملة الرومية). يؤكد الباحثون المعاصرون أن الكنيسة الأرثوذكسية لعبت دورًا محوريًا في الحفاظ على الهوية الوطنية وفي تطوير المجتمع اليوناني وانبعاث القومية اليونانية. اكتسب أفراد العائلات اليونانية البارزة في القسطنطينية والمعروفين باسم الفناريون أو يونانيون الفنار (نسبة إلى حي الفنار في المدينة) منذ القرن الثامن عشر وبعده سيطرة كبيرة على السياسة الخارجية التركية وعلى النظام البيروقراطي بشكل عام فيما بعد.
كان للتقاليد البحرية القوية في جزر بحر إيجة أهمية كبيرة خلال نفس الفترة، إلى جانب ظهور طبقة تجارية مؤثرة طوال القرن الثامن عشر ولدت الثروة اللازمة لتأسيس المدارس وافتتاح المكتبات ودفع تكاليف جامعات أوروبا الغربية للشباب اليونانيين. تواصل الشبان اليونانيون هناك مع الأفكار الراديكالية للتنوير الأوروبي، ومع أفكار الثورة الفرنسية والقومية الرومانسية. كما أدركوا تأثير اللغة اليونانية والحضارة اليونانية على فكر الشباب المتعلم في ذلك الوقت. حاول الأفراد المتعلمون والمؤثرون في الجالية اليونانية الكبيرة، مثل أدامانتيوس كوريس، وأنثيموس غازيس، نقلَ هذه الأفكار مرة أخرى إلى الإغريق، لهدفين اثنين، هما رفع المستوى العلمي للإغريق، وتعزيز هويتهم الوطنية. تحقق ذلك من خلال نشر الكتب والنشرات وغيرها من المؤلفات باللغة اليونانية، في عملية وُصفت بأنها التنوير اليوناني الحديث (باللغة اليونانية: Διαφωτισμός). كان للتجار الأغنياء دور شديد الأهمية في ذلك، إذ حملوا على عاتقهم مسؤولية التمويل المادي لعملية التنوير من خلال بناء المدارس والمكتبات ونشر الكتب. نُشرت أعداد متزايدة من الكتب بشكل مستمر، وخاصة تلك الموجهة بشكل خاص للجمهور اليوناني. كانت الكتب المنشورة في الربع الأخير من القرن الثامن عشر سبعة أضعاف تلك التي نُشرت في الربع الأول منه. نُشر في العشرين سنة التي سبقت الثورة حوالي 1300 مؤلف.
كان ريغاس فيرايوس الشخص الأكثر تأثيرًا بين الكتاب والمفكرين اليونانيين الذين ساهموا في تحقيق التوافق بين اليونانيين داخل وخارج الإمبراطورية العثمانية. وُلد فيرايوس في منطقة ثيساليا، وتلقى تعليمه في القسطنطينية، وكتب، في تسعينيات القرن الثامن عشر العديد من المقالات لصحيفة إيفيميريس الناطقة باللغة اليونانية في فيينا. تأثر فيرايوس بشكل كبير بالثورة الفرنسية، وكان أول من وضع تصور للحركة الوطنية الشاملة الهادفة إلى تحرير جميع دول البلقان -بما في ذلك الأتراك في المنطقة- وتأسيس «جمهورية البلقان»، ونظّمها. نشر فيرايوس سلسلة من المسالك الثورية واقترح عددًا من الدساتير للجمهورية اليونانية ولعموم دول البلقان فيما بعد. اعتقلت السلطات النمساوية فيرايوس في مدينة إستاجانكو عام 1797، وسُلّم إلى المسؤولين العثمانيين ونُقل بعدها مع المتآمرين معه إلى بلغراد. في شهر يونيو من عام 1798، أُعدموا جميعًا خنقًا حتى الموت، ورُميت جثثهم في نهر الدانوب. أشعل مقتل فيرايوس في نهاية المطاف لهيب القومية اليونانية؛ تُرجمت قصيدته القومية (ثوريوسThourios، أغنية الحرب) إلى العديد من لغات أوروبا الغربية ولغات البلقان في وقت لاحق، وكانت بمثابة صرخة حاشدة لليونانين للانتفاضة بوجه الحكم العثماني.